# Montego Bay United Football Club
Il Montego Bay United Football Club è una società di calcio giamaicana, con sede a Montego Bay.

## Storia
La squadra venne fondata nel 1972 con il nome di Beacon, che cambiò successivamente in Seba United. Il club sotto la denominazione di Seba United ha vinto due campionati nel 1987 e nel 1997, a cui si aggiunge una coppa della Giamaica nel 1992.
Il 28 gennaio 2001 morì, a causa di un incidente d'auto, Stephen Malcolm, calciatore della società. Dopo aver disputato un'amichevole contro la Bulgaria a Kingston, la sua vettura subì una foratura ad una ruota, sbandando nei pressi di Falmouth. Nell'incidente rimase coinvolto anche Theodore Whitmore, che non riportò gravi conseguenze. In suo onore la società ha ritirato maglia numero 2, quella da lui indossata durante la sua militanza.
Nel luglio 2011 la società venne acquisita da Orville Powell che impose il cambiamento del nome in Montego Bay United Football Club.

## Palmarès

### Competizioni nazionali
- National Premier League: 2

2013-2014, 2015-2016
- Coppa della Giamaica: 1

1991-1992

### Altri piazzamenti
- National Premier League:

Secondo posto: 2014-2015
- CFU Club Championship:

Finalista: 1997
Terzo posto: 2015